# Landskrona BoIS
Landskrona Boll och Idrottsällskap – szwedzki klub piłkarski, grający obecnie w Superettan, mający siedzibę w mieście Landskrona, leżącym nad cieśniną Sund.

## Historia
Klub został założony 7 lutego 1915 roku w wyniku fuzji dwóch klubów z miasta Landskrona: IFK Landskrona i Diana. Największy sukces zespół osiągnął w 1938 roku, kiedy został wicemistrzem Szwecji. Z kolei w 1972 roku zdobył swój jedyny w historii Puchar Szwecji, dzięki pokonaniu w finale IFK Norrköping. W finale krajowego pucharu grał jeszcze czterokrotnie. Ostatni raz w pierwszej lidze drużyna Landskrony grała w 2005 roku, jednak okazała się gorsza w barażach o utrzymanie od GAIS z Göteborga (1:2, 0:0).

## Sukcesy
- Allsvenskan:
  - wicemistrzostwo (1): 1937/1938

- Puchar Szwecji:
  - zwycięstwo (1): 1972
  - finał (4): 1949, 1976, 1984, 1993

## Europejskie puchary
Legenda do wszystkich tabel:
- Q – runda eliminacyjna, 1/16, 1/8, 1/4, 1/2 – odpowiednia faza rozgrywek, Grupa – runda grupowa, 1r gr – pierwsza runda grupowa, 2r gr – druga runda grupowa, F – finał, R – runda, PO – play-off
- k. – rzuty karne, los. – losowanie, Dogr. – dogrywka, w. – zasada bramek strzelonych na wyjeździe

| Sezon   | Rozgrywki                 | Runda | Przeciwnik      | Dom | Wyjazd | Ogólnie |
| ------- | ------------------------- | ----- | --------------- | --- | ------ | ------- |
| 1972/73 | Puchar Zdobywców Pucharów | 1R    | Rapid Bukareszt | 1–0 | 0–3    | 1–3     |
| 1977/78 | Puchar UEFA               | 1R    | Ipswich Town    | 0–1 | 0–5    | 1–4     |

## Skład na sezon 2018
| Nr | Poz. | Piłkarz                                    |
| -- | ---- | ------------------------------------------ |
| 1  | BR   | Amr Kaddoura                               |
| 2  | OB   | Viktor Svensson                            |
| 3  | OB   | Jetmir Haliti (wypożyczony z FC Rosengård) |
| 6  | OB   | Philip Andersson (kapitan)                 |
| 7  | OB   | Alexander Tkacz                            |
| 8  | PO   | Måns Ekvall                                |
| 9  | NA   | Bahrudin Atajić                            |
| 10 | PO   | Filip Pivkovski                            |
| 11 | NA   | Sadat Karim                                |
| 12 | PO   | Igor Arsenijević                           |
| 13 | NA   | John Ebere Ekeh                            |

| Nr | Poz. | Piłkarz         |
| -- | ---- | --------------- |
| 14 | PO   | Granit Stagova  |
| 15 | PO   | Edwin Condrup   |
| 16 | OB   | Dennis Olofsson |
| 17 | PO   | Monday Samuel   |
| 18 | OB   | Philip Ljung    |
| 19 | PO   | Thierry Zahui   |
| 20 | PO   | Edafe Egbedi    |
| 21 | PO   | Kevin Jensen    |
| 22 | PO   | Adi Nalić       |
| 28 | NA   | Sean Okoli      |
| 29 | BR   | Viktor Noring   |

## Zawodnicy
Reprezentanci kraju grający w klubie
- Karl Corneliusson
- Alexander Farnerud
- Pontus Farnerud
- Göran Hagberg
- Andreas Jakobsson
- Rasmus Lindgren
- Roger Magnusson
- Daniel Nannskog
- Joakim Nilsson
- Joakim Persson
- Jörgen Pettersson
- Jonas Sandqvist
- Indrek Zelinski
- Antti Okkonen
- Afo Dodoo
- Fernando Aguiar
- Augun Helgason
- Gretar Hjartarson
- Kevin Amuneke
- Kingsley Amuneke
- Bobo Bola
- Chris Sullivan